# Erwin Nyc
Erwin Peter Nytz o Edward Piotr Nyc (Kattowitz, 24 de maig de 1914 - Piekary Śląskie, 1 de maig de 1988) fou un futbolista polonès de la dècada de 1930.
Pel que fa a clubs, destacà al Pogoń Katowice i al Polonia Warszawa. Fou internacional amb la selecció de Polònia, amb la que disputà 11 partits i participà en el Mundial de 1938. Durant la Guerra Mundial jugà als clubs de la minoria germànica, 1. FC Katowice, i a clubs militars.